# Rundfunkbetreuungsstelle
Die Rundfunkbetreuungsstelle (RBS) war eine nationalsozialistische Organisation, die für die Kontrolle aller Aktivitäten der niederländischen Rundfunkanstalten während der Besatzungszeit zuständig war. Die Rundfunkbetreuungsstelle unterstand direkt dem Generalkommissar zur besonderen Verwendung Fritz Schmidt.
Die Mitarbeiter der Rundfunkbetreuungsstelle überprüften den Inhalt und die gesprochenen Texte aller Radiosendungen vor der Ausstrahlung und konnten während der Sendungen eingreifen. Sie konnten die Kommunikation zwischen den Rundfunkstudios abhören und die Verbindungen zwischen den Rundfunkstudios und den Sendern jederzeit unterbrechen. Darüber hinaus wurde die Rundfunkbetreuungsstelle mit der Gleichschaltung des niederländischen Rundfunks beauftragt. Sämtliche Kosten, die der Rundfunkbetreuungsstelle entstanden, mussten von den Rundfunkanstalten getragen werden.
Manchmal verpflichtete die Rundfunkbetreuungsstelle die Rundfunkanstalten, Sendezeit für einen bestimmten Zweck bereitzustellen. Beispielsweise mussten der NCRV und die VARA im Juli 1940 dem NSB-Mitglied und NVV-Vorsitzenden Hendrik Jan Woudenberg Sendezeit zur Verfügung stellen, um ihm die Möglichkeit zu geben, auf Angriffe in niederländischsprachigen Sendungen der BBC zu reagieren. Dabei handelte es sich vermutlich um eine Schikane der Nazis, da der NCRV und die VARA nicht alle Maßnahmen der Besatzer widerspruchslos hinnehmen wollten. 1940 führten die Nazis und mit ihnen verbundene Rundfunkanstalten in den besetzten Ländern einen Propagandakrieg gegen die BBC.
Zunächst hielt die Rundfunkbetreuungsstelle die NSB auf Distanz, doch im Frühjahr 1941 bestand der Vorstand und das Personal der neu gegründeten Rijks Radio-Omroep zu einem großen Teil aus NSB-Mitgliedern und NSB-Bevollmächtigten.